# Троицкое (Красноярский край)
Троицкое — деревня в Большемуртинском районе Красноярского края. Входит в состав Предивинского сельсовета.

## География
Деревня находится в центральной части края, в подтаёжно-лесостепном районе лесостепной зоны, на левом берегу ручья Троицкий, на расстоянии приблизительно 32 километров (по прямой) к северо-востоку от Большой Мурты, административного центра района. Абсолютная высота — 243 метра над уровнем моря.
Климат
Климат характеризуется как резко континентальный, с продолжительной морозной зимой и коротким тёплым летом. Средняя температура воздуха самого тёплого месяца (июля) составляет 17,8 °C (абсолютный максимум — 38 °C); самого холодного (января) — −20,4 °C (абсолютный минимум — −60 °C). Среднегодовое количество атмосферных осадков составляет 350 мм. Снежный покров держится в течение 180 дней.

## История
Основана в 1911 году. По данным 1926 года имелось 63 хозяйства и проживал 291 человек (159 мужчин и 132 женщины). В национальном составе населения того периода преобладали чуваши. В административном отношении входила в состав Козьмо-Демьяновского сельсовета Больше-Муртинского района Красноярского округа Сибирского края.

## Население
| 2010 |
| ---- |
| 61   |

Половой состав
По данным Всероссийской переписи населения 2010 года в гендерной структуре населения мужчины составляли 57,4 %, женщины — соответственно 42,6 %.
Национальный состав
Согласно результатам переписи 2002 года, в национальной структуре населения русские составляли 88 % из 179 чел..